# William de Malbank
William de Malbank también Guillaume de Malbanc y Guillermo de Maldebeng (m. 1109), fue un noble caballero anglonormando, primer barón y castellano de Nampwich en Cheshire, una de las ocho antiguas baronías de Hugo Lupus, quien lo reclamó para ejercer de custodio del castillo en 1069, adquiriendo tierras en Cheshire y el norte de Shropshire. Fundó el hospital de San Nicolás de Nantwich durante el reinado de Guillermo I de Inglaterra, en 1083 o 1084, institución que estuvo activa hasta 1548 y cuyo edificio fue demolido poco después. Es el primer referente de la familia de Malbon. El tercer barón de Nampwich no tuvo herederos varones, todos los Malbon descienden de Philip Malbank, hijo menor del segundo barón. La familia estaba firmemente establecida en Cheshire, pero una rama importante se trasladó posteriormente a Staffordshire antes de que varios Malbon se extendieran por el país y sus colonias.

## Herencia
Se casó con una dama llamada Adeliza (m. 1130), y fruto de esa relación nacieron varios hijos. A destacar:
- Hugo de Malbank (c. 1100-1135), segundo barón de Malbank o Malbedeng;[4]
- William de Malbank.
- Una hija que fue quien logró transmitir la heredad de Maldebeng a las familias de Vernon y Basset.[5]